# Monaster św. Jana Teologa w Zemenie
Monaster św. Jana Teologa w Zemenie – dawny prawosławny męski klasztor w Zemenie, pełniący funkcje muzeum.

## Historia
Chrześcijański klasztor obrządku bizantyjskiego został utworzony w Zemenie w tym samym stuleciu, gdy powstało samo miasto, po 863. Istnieje wersja, iż cerkiew monasterska powstała jeszcze w końcu IX w.. Według innych źródeł jest to budowla dwunastowieczna. W okresie drugiego państwa bułgarskiego monaster był znaczącym ośrodkiem kulturalnym, zgromadził bogatą bibliotekę, która uległa rozproszeniu po tym, gdy ziemie bułgarskie zostały podbite przez Turcję. Klasztor został wówczas całkowicie zniszczony.
W XIX w., dzięki wsparciu miejscowej ludności bułgarskiej wyznania prawosławnego, monaster mógł wznowić działalność i szybko odzyskał dawną pozycję ośrodka kulturalnego. Został odbudowany w typowym dla bułgarskiej architektury sakralnej stylu. Mnisi brali udział w bułgarskim ruchu narodowym. Przełożony wspólnoty, ihumen Michał, został zabity przez Turków za udział w przygotowaniach do powstania kwietniowego w 1876.
Znaczenie wspólnoty stopniowo spadało po odzyskaniu niepodległości przez Bułgarię. Z powodu spadku liczby mnichów monaster ostatecznie przestał funkcjonować i stał się siedzibą muzeum.

## Architektura
Najstarsza monasterska cerkiew reprezentuje architekturę typową dla świątyń bizantyńskich. Jest to świątynia krzyżowo-kopułowa.
W świątyni klasztornej przetrwały freski z różnych epok. Najstarsze zachowane fragmenty powstały w XI-XII w. Kolejny zespół malowideł ściennych powstał w latach 1356-1360, z fundacji despoty Dejana i jego małżonki Doi w monasterskiej cerkwi wykonany został zespół fresków. Przetrwały w nim wizerunki świętych Jana Rilskiego, Jana Miłościwego, Leoncjusza, Joachima Osogowskiego, Klemensa z Ochrydy, scena Zaśnięcia Matki Bożej oraz portret fundatorów dekoracji malarskiej. Dekoracja malarska bliższa jest dziełom szkoły macedońskiej niż bliższej terytorialnie tyrnowskiej. Ikonostas głównej cerkwi i inne przechowywane w niej ikony pochodzą z XIX w..